# Gheorghe Dinică
Gheorghe Dinică (1. januar 1934 i Bukarest – 10. november 2009 i Bukarest) var en rumænsk skuespiller. 
Dinică viste tidligt interesse i skuespil og var medlem af flere amatørteatertrupper, fra han var 17 år. I 1957 blev han optaget på den nationale skole for teater og film, hvorfra han tog eksamen i 1961. På det tidspunkt var han allerede blevet kendt i offentligheden med rollen som inspektør Goole i afgangsstykket An Inspector Calls . Siden da har Gheorghe Dinică spillet på nogle af de førende rumænske teatre: 
- 1961-1967 Comedy Theatre,
- 1968-1969 Bulandra Teater,
- 1972 I.L. Caragiale National Teater,

Dinică var også instruktør og skuespiller i flere rumænske film. Ligesom den franske skuespiller Alain Delon afslog Dinică konsekvent at være med i film produceret i USA. 
Fra 2002 har Dinică været æresmedlem af I.L. Caragiale National Theatre.
Gheorghe Dinică døde den 10. november 2009 af et hjertestop

## Teater
(engelske titler)
- 2003 The Last Hour
- 2001 Take, Ianke and Cadâr
- 2000 And Relieve Eminescu Already
- 1999 Pork Chops
- 1999 The Name of the Rose
- 1998 Night Asilum
- 1997 Technic of Heaven
- 1991 Night of Kings
- 1990 Who Needs Theatre?
- 1986 Ioneştii
- 1980 Waiting for Godot
- 1979 A Lost Letter
- 1978 Gaiţele
- 1977 Romulus der Große
- 1973 Three Venetian Twins
- 1969 Death of Danton
- 1968 Rameau's Nephew
- 1967 Public Opinion
- 1966 The Duck Head
- 1965 Troilus and Cressida
- 1964 The Sleepy Adventure
- 1964 Rhinoceros
- 1963 The Shadow
- 1962 Wedding at the Castle
- 1962 The Trial of Mr. Caragiale
- 1962 Sweik in Second World War
- 1961 Famous 702

## Film
- 2009 Aniela
- 2009 The House of Terror
- 2009 Weekend cu mama
- 2008-2009 Regina
- 2007 Inima de tigan
- 2007 Ticalosii
- 2007 Youth Without Youth
- 2006 White Palms
- 2005 Bani de dus, bani de-ntors
- 2005 Un om grabit
- 2005 Orbirea voluntara
- 2004 The Manipulation
- 2004 Tycoon
- 2004 Orient Express
- 2004 Emperor Aleodor
- 2003 Taxi or Limousine
- 2003 Sweet Sauna of Death
- 2002 The Tower of Pisa
- 2001 The Afternoon of a Torturer
- 2001 Filantropica
- 2001 War in the Kitchen
- 1999 Famous Paparazzo
- 1995 The Idle Princess of the Old Court
- 1995 Terente – King of the Swamps
- 1993 The Mirror
- 1993 This Sick of it All
- 1993 Chira Chiralina
- 1993 The Stone Cross
- 1992 The Earth's Most Beloved Son
- 1992 High School Students in Alert
- 1992 The Conjugal Bed
- 1992 Look Ahead in Anger
- 1991 The House from the Dream
- 1991 Divorce out of Love
- 1989 Moment of Truth
- 1989 Sky's Tear
- 1987 The Extras
- 1987 Let Me Tell You About Me
- 1986 The Wasps Nest
- 1986 The Secret of Nemesis
- 1985 Sentimental Summer
- 1984 Heroes Have No Age
- 1984 A light on the 10th Floor
- 1984 Dangerous Flight
- 1983 On the Left Bank of Blue Danube
- 1983 Laugh as in Life
- 1983 The Secret of Bacchus
- 1983 A Patch of Sky
- 1982 The Contest
- 1982 Why Are the Bells Ringing, Mitica?
- 1982 White Darkness
- 1981 A World with no Sky
- 1980 Network S
- 1979 Poor Ioanide
- 1979 Last Night of Love
- 1978 Uncertain Roads
- 1978 Revenge
- 1978 Everything for Football
- 1977 "Bus" Action
- 1977 Doctor Poenaru
- 1977 Stairway to the Sky
- 1976 The Million Dollar Fire
- 1976 The Great Loner
- 1976 The Punishment
- 1976 Opening
- 1976 Three Days and Three Nights
- 1975 A Police Inspector Calls
- 1975 Escape
- 1975 Mastodont directed by V.Caloteanu
- 1975 Through the Ashes of the Empire
- 1974 Stephan the Great – Vaslui 1475
- 1974 Postcards with Wild Flowers'
- 1974 Filip the Kind
- 1974 The Jderi Brothers
- 1974 The Wall
- 1974 The Immortals
- 1974 We Do Not Film Just for Fun
- 1973 The Prodigal Father
- 1973 Un comisar acuză
- 1973 Beyond the Sands
- 1972 The Barrier
- 1972 With Clean Hands
- 1972 The Poseidon Explosion
- 1971 Felix and Otilia
- 1971 Then I Sentenced Them All to Death
- 1970 Judgement
- 1968 The Column
- 1967 The Major and Death
- 1966 Golgota
- 1965 The White Trial
- 1964 The Treasure from Vadul Vechi
- 1963 The Stranger